# Tabaksmonopolie
Het tabaksmonopolie was een monopolie ingesteld door de Spaanse koloniale regering in de Filipijnen. Het monopolie, zoals het meestal kortweg werd genoemd, werd ingesteld middels een Koninklijk Besluit van Filips II in 1780 op advies van gouverneur-generaal José Basco y Vargas. Het monopolie werd formeel in 1782 afgekondigd en werd pas een eeuw later, in 1881, afgeschaft door gouverneur Fernando Primo de Rivera.
Het monopolie verbood de productie en verkoop van tabak in de Filipijnen. De productie was, in eerste instantie, alleen toegestaan in een beperkt aantal gebieden rondom Manilla, de zogenaamde coleccións. De doel van de Spaanse regering van het monopolie was om op een vrij makkelijke manier inkomen te genereren om het verlies aan inkomsten uit de aflopende handel met de Manillagaljoenen te compenseren. De Spanjaarden kochten de tabak voor een kunstmatig lage prijs in bij een colección en verkochten het dan elders in de Filipijnen voor veel hogere prijzen.
Voor gebieden waar van oudsher veel aan tabaksproductie werd gedaan, zoals Cagayan Valley, was de maatregel desastreus. Bevolkingsgroepen, zoals de Igorot in het hooggebergte van de Cordillera Central waar de Spanjaarden nog geen controle over hadden, probeerden in te spelen op de nieuwe situatie door tabak te verbouwen en te verkopen tegen lagere prijzen. De Spanjaarden reageerden hier in de eerste helft van de 19e eeuw op door tientallen expedities uit te zenden naar het gebied om de Igorot met geweld onder controle te krijgen.